# Abdul Rahman (Politiker, 1953)
Abdul Rahman (* 1953; † 14. Februar 2002 in Kabul) war ein afghanischer Politiker.
Rahman war eine Hauptfigur in der afghanischen Nordallianz. In der afghanischen Übergangsregierung Hamid Karzais wurde er Minister für Luftfahrt und Tourismus.
Rahman wurde von einer Gruppe aufgebrachter Pilger auf dem Flughafen Kabul gelyncht, als er versuchte, das einzige Flugzeug der staatlichen afghanischen Fluggesellschaft Ariana für einen Flug nach Indien zu verwenden. Die Pilger warteten seit Tagen auf einen Flug nach Mekka. Ministerpräsident Hamid Karzai argwöhnte eine Verschwörung und kündigte an, Regierungsmitglieder zu verhaften. Rahmans Nachfolger wurde Mirwais Sadik.